# Список міністрів закордонних справ Австрії

## Міністри закордонних справГабсбурзької монархіїу1753–1804
1. Іоганн Крістоф фон Бартенштейн — (1727–1753);
2. Антон Корфіц фон Ульфельдт — (1742–1753);
3. Граф Венцель Антон фон Кауніц-Ритберг — (1753–1792);
4. Граф Філіпп фон Кобенцль — (1792–1793);
5. Барон Франц Марія фон Тугут — (1793–1800);
6. Граф Фердінанд фон Трауттмансдорф — (1800–1801);
7. Граф Людвіг фон Кобенцль (1801–1804);

## Міністри закордонних справАвстрійської імперіїв1804–1867
1. Граф Людвіг фон Кобенцль — (1804–1805);
2. Іоганн Філіпп Штадион граф фон Вартхаузен — (1805–1809);
3. Князь Клемент Венцель фон Меттерніх-Віннебург — (1809–1848);
4. Граф Карл Людвіг фон Фікельмон — (1848);
5. Барон Іоганн фон Вессенберг-Ампрінген — (1848);
6. Князь Фелікс цу Шварценберг — (1848–1852);
7. Граф Карл Фердінанд фон Буоль-Шауенштейн — (1852–1859);
8. Граф Іоганн Бернгард фон Рехберг-унд-Ротенльовен — (1859–1864);
9. Граф Олександр фон Менсдорф-Пулі (1864–1866);
10. Барон Фрідріх Фердінанд фон Бейст — (1866–1867);

## Міністри закордонних справАвстро-Угорщиниу1867–1918
1. Граф Фрідріх Фердінанд фон Бейст — (1867–1871);
2. Граф Дьюла Андраші (старший) — (1871–1879);
3. Барон Генріх Карл фон Гаймерле — (1879–1881);
4. Граф Густав Кальнокі — (1881–1895);
5. Граф Агенор Марія Голуховський (молодший) — (1895–1906);
6. Граф Алоїз Лекса фон Еренталь — (1906–1912);
7. Граф Леопольд фон Берхтольд — (1912–1915);
8. Барон Іштван фон Буріан фон Райеж — (1915–1916);
9. Граф Оттокар Чернін — (1916–1918);
10. Барон Іштван фон Буріан фон Райеж — (1918);
11. Граф Дьюла Андраші молодший — (1918);
12. Людвіг фон Флотов — (1918).

## Міністри закордонних справАвстрії
1. Віктор Адлер — (1918);
2. Отто Бауер — (1918–1919);
3. Карл Реннер — (1919–1920);
4. Міхаель Майр — (1920–1921);
5. Йоганн Шобер (1921–1922);
6. Вальтер Брайскі (1922);
7. Леопольд Геннет (1922);
8. Альфред Грюнбергер (1922–1924);
9. Генріх Матая (1924–1926);
10. Рудольф Рамек (1926);
11. Ігнац Зайпель — (1926–1929);
12. Ернст Штреєрувіц — (1929);
13. Йоганн Шобер — (1929–1930);
14. Ігнац Зайпель — (1930);
15. Йоганн Шобер — (1930–1932);
16. Карл Буреш — (1932);
17. Енгельберт Дольфус — (1932–1934);
18. Стефан Таушиц — (1934);
19. Егон Бергег-Вальденегг — (1934–1936);
20. Курт Шушніг — (1936);
21. Гвідо Шмідт — (1936–1938);
22. Вільгельм Вольф — (1938);
23. Карл Грубер — (1945–1953);
24. Леопольд Фіґль — (1953–1959);
25. Юліус Рааб — (1959);
26. Бруно Крайський — (1959–1966);
27. Луйо Тончіц-Соріньї (1966–1968);
28. Курт Вальдгайм (1968–1970);
29. Рудольф Кірхшлегер (1970–1974);
30. Еріх Білка (1974–1976);
31. Віллібальд Пар (1976–1983);
32. Ервін Ланц (1983–1984);
33. Леопольд Грац — (1984–1986);
34. Петер Янкович — (1986–1987);
35. Алоїс Мок — (1987–1995);
36. Вольфганг Шюссель — (1995–2000);
37. Беніта Ферреро-Вальднер — (2000–2004);
38. Урсула Пласнік — (2004–2008);
39. Міхаель Шпінделеггер — (2008–2013);
40. Себастьян Курц — (2013—2017);
41. Карін Кнайсль — (2017—2019);
42. Александер Шалленберг — (2019—2021);
43. Міхаель Лінгарт (11 жовтня 2021 — 6 грудня 2021);
44. Александер Шалленберг — (6 грудня 2021 —3 березня 2025).
45. Беата Майнль-Райзінгер — (з 3 березня 2025).

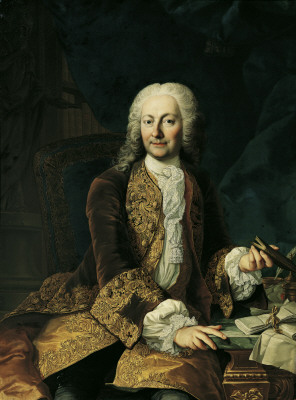
Іоганн Крістоф фон Бартенштейн
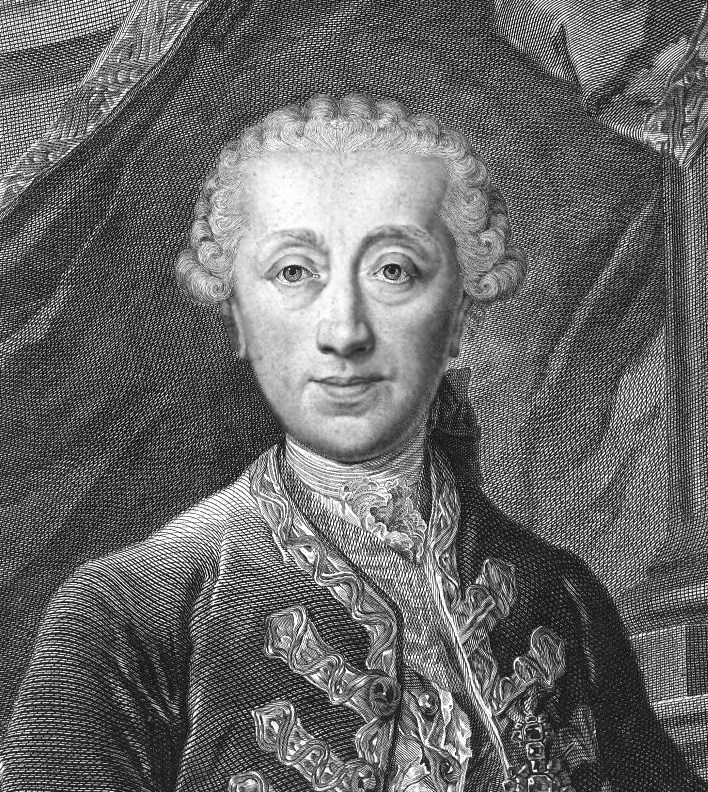
Венцель Антон фон Кауніц-Ритберг
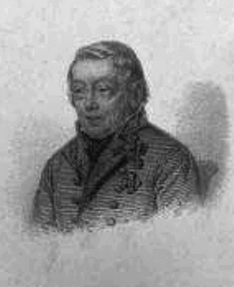
Філіпп фон Кобенцль
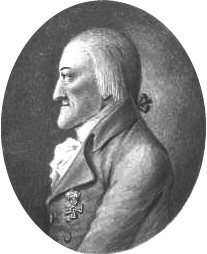
Франц Марія фон Тугут
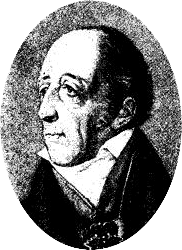
Іоганн Філіпп Штадион граф фон Вартхаузен
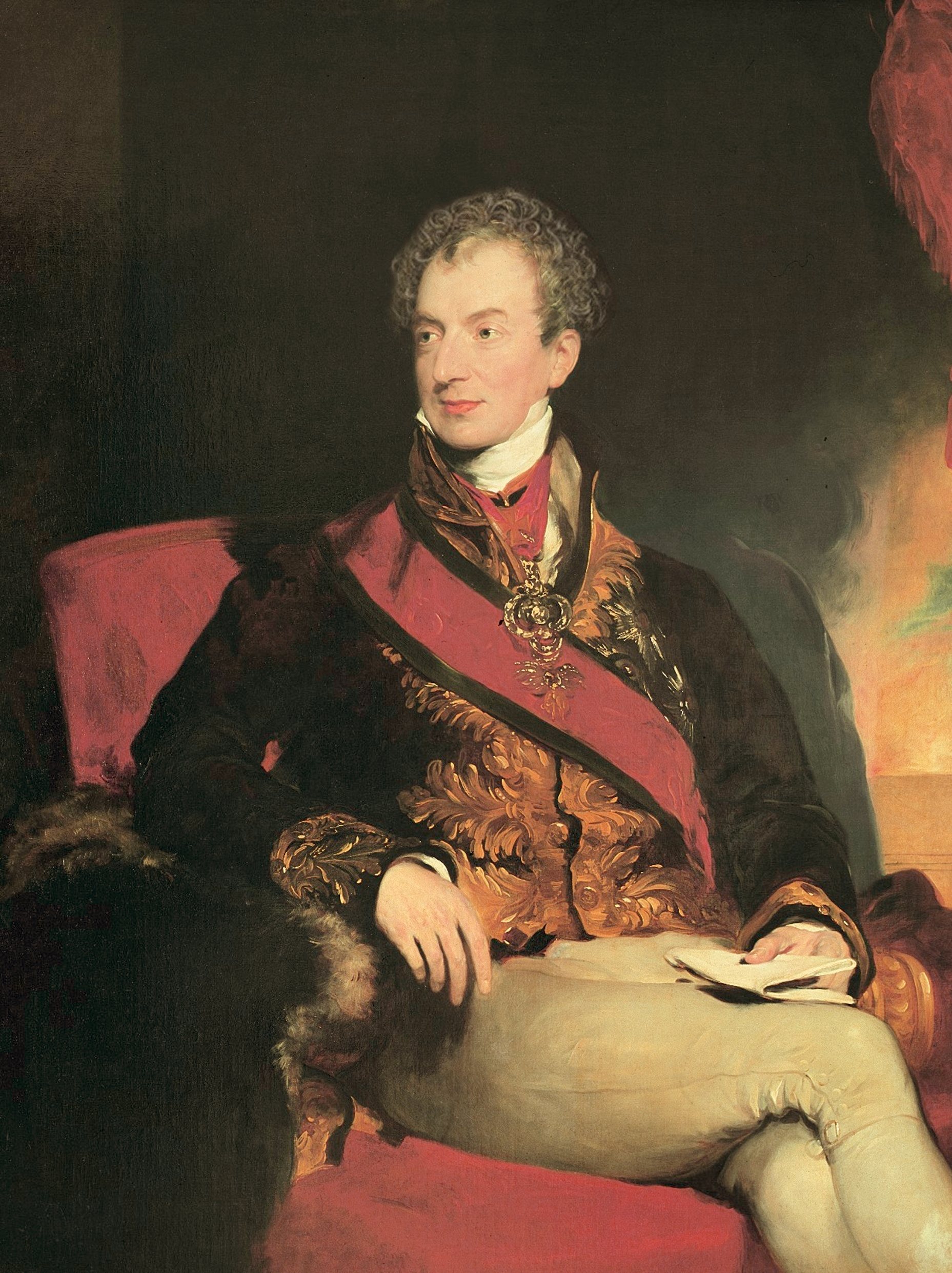
Клеменс Венцель фон Меттерних-Віннебург
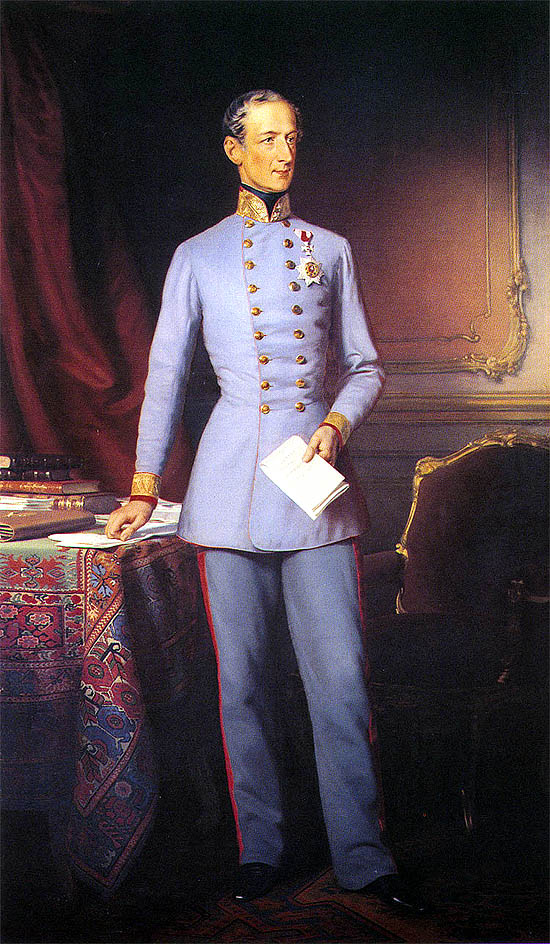
Фелікс цу Шварценберг
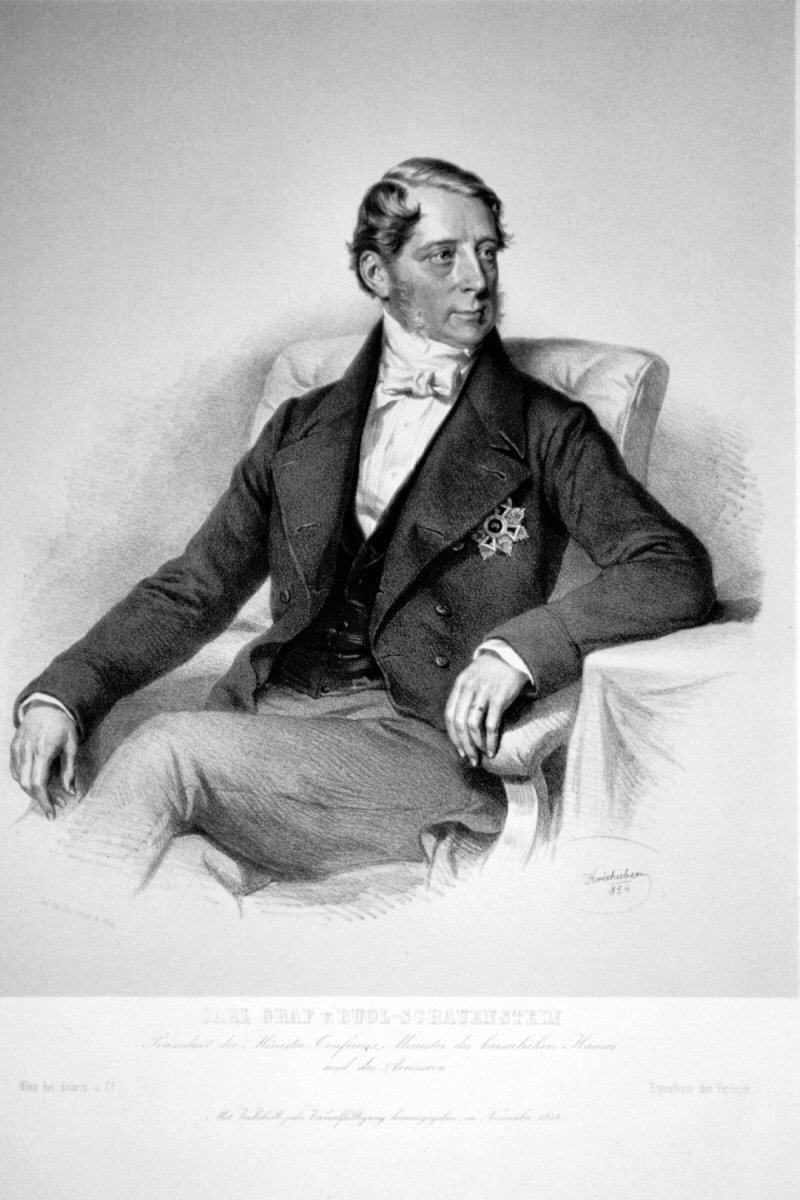
Карл Фердінанд фон Буоль-Шауенштейн
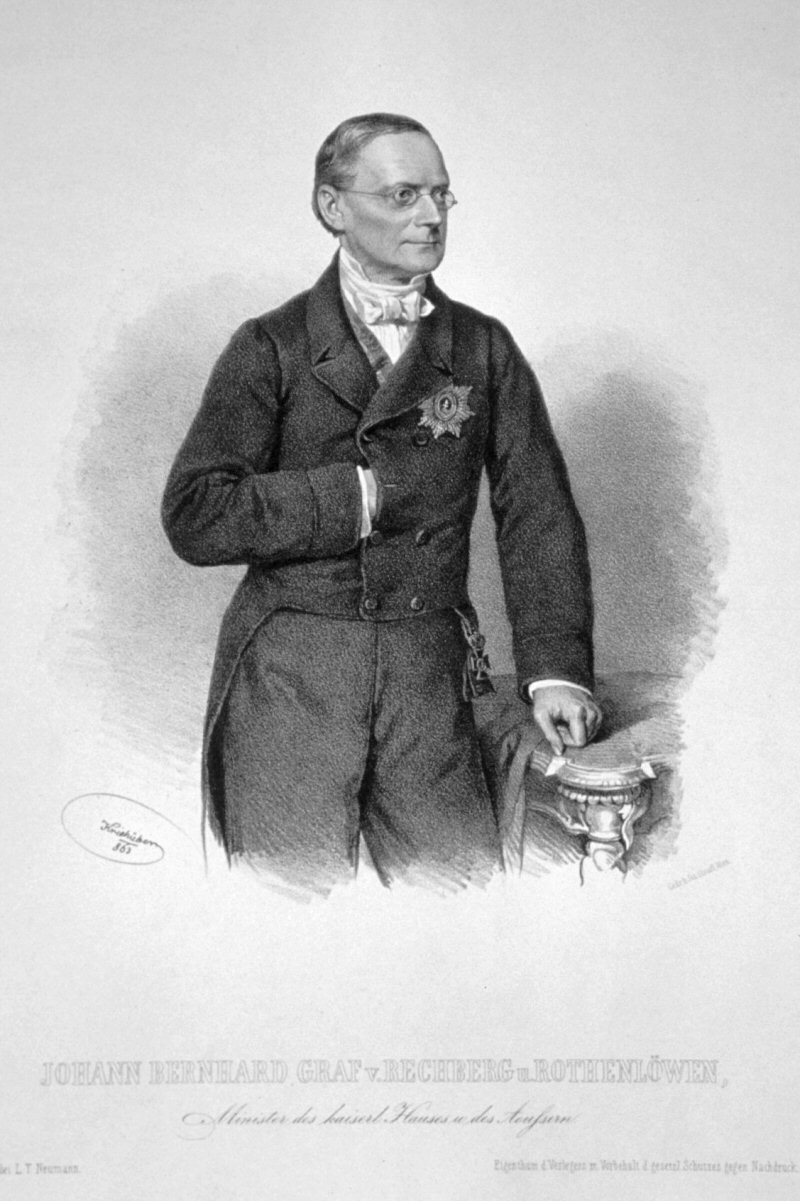
Іоганн Бернгард фон Рехберг-унд-Ротенльовен
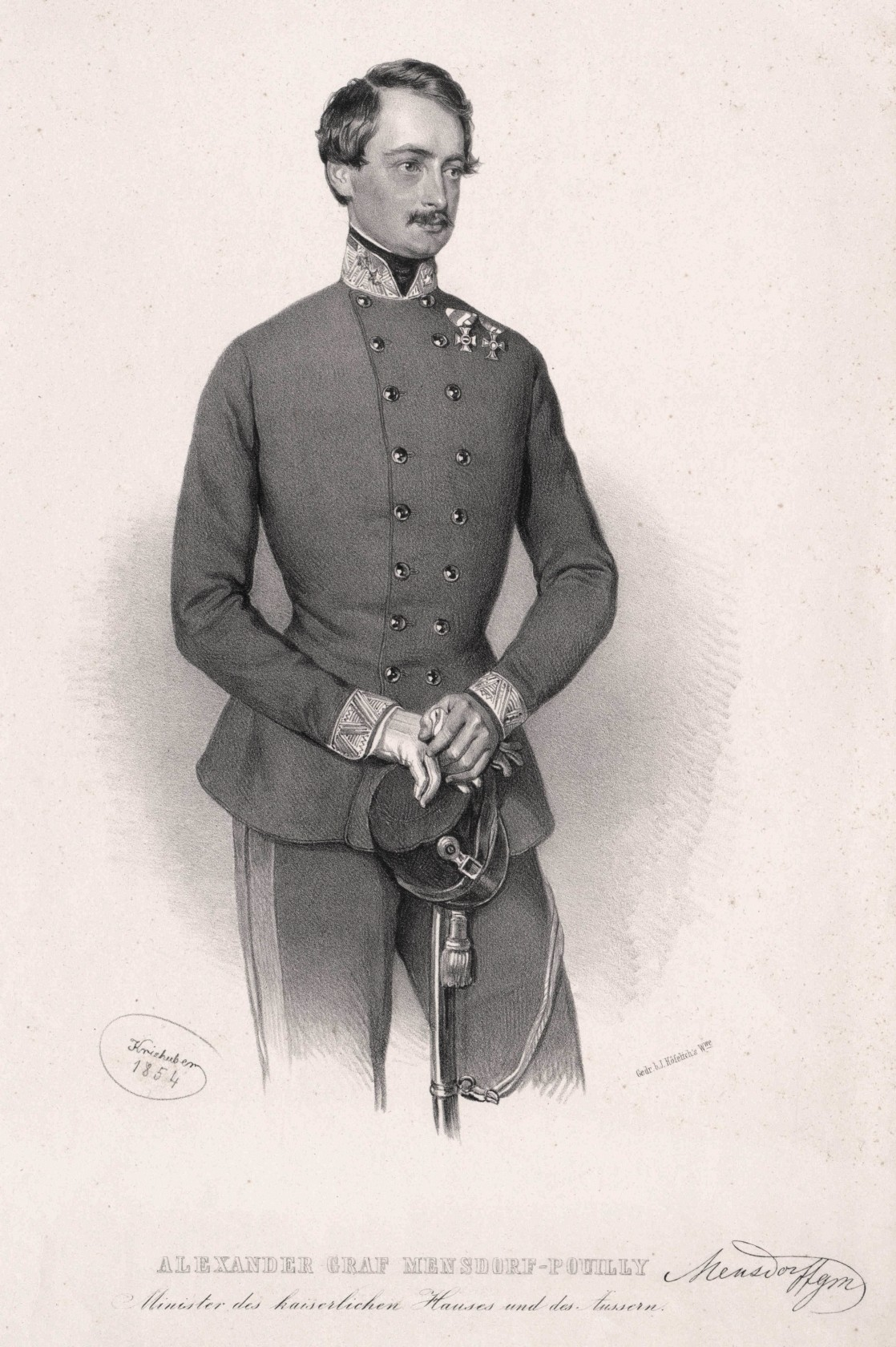
Олександр фон Менсдорф-Пулі
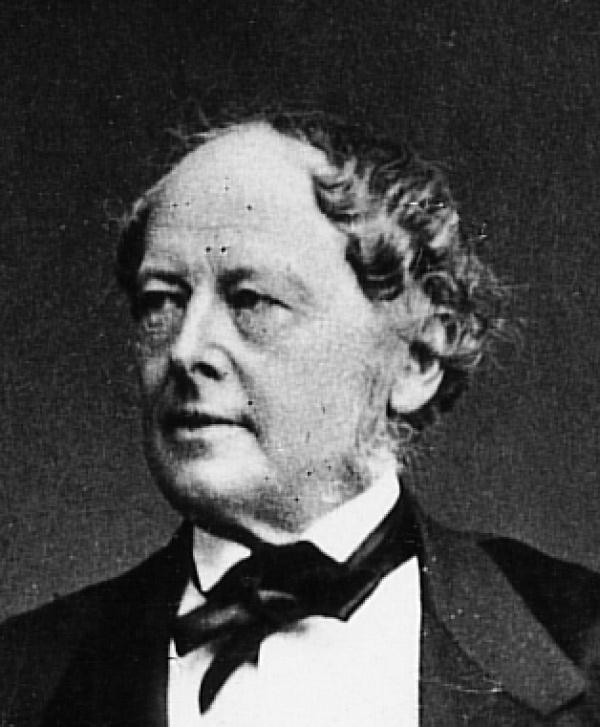
Фрідріх Фердінанд фон Бейст
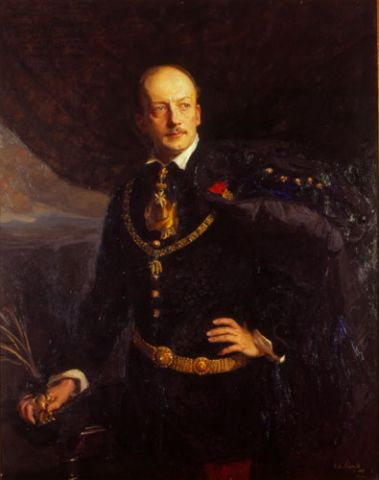
Леопольд фон Берхтольд
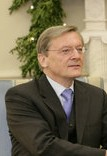
Вольфганг Шюссель